# Nógrádsipek
Nógrádsipek is een plaats (község) en gemeente in het Hongaarse comitaat Nógrád. Nógrádsipek telt 744 inwoners (2001).